# Rudolf Hammer
Rudolf Hammer (* 26. November 1830 in Brandenburg (Havel), Königreich Preußen; † 11. Dezember 1915 ebenda) war ein deutscher Verwaltungsjurist und liberaler Politiker (Liberale Vereinigung, Nationalliberale Partei). Er war Oberbürgermeister von Brandenburg.

## Leben
Rudolf Hammer war der Sohn des Tuchgroßhändlers und Stadtältesten Gottlieb Hammer und seiner Frau Karoline geb. Blell, die aus einer der bekanntesten Brandenburger Familien stammte.
Nach dem Besuch des Gymnasiums begann er 1848 an der Ruprecht-Karls-Universität Heidelberg Rechtswissenschaft zu studieren. Er wurde aktiv im Corps Vandalia Heidelberg, das ihn 1850 recipierte. Als Inaktiver wechselte er an die  Friedrich-Wilhelms-Universität zu Berlin. Den Vorbereitungsdienst absolvierte er ausschließlich am Kreisgericht (Preußen) in Brandenburg.
Entgegen dem Wunsch seines Vaters, ein unabhängiger Privatmann zu sein, bewarb Hammer sich 1864 in der Stadtverwaltung seiner Heimatstadt und trat im Mai 1864 seine Stelle als Syndikus und Stadtrat an. 1872 wurde er zum Zweiten Bürgermeister und 1897 zum Ersten Bürgermeister gewählt und erhielt 1900 den Titel Oberbürgermeister. Er galt als „überaus friedlicher, versöhnlicher und schwer in Harnisch“ zu bringender Mann, dem das Interesse der Heimatstadt als oberstes Leitziel seiner Tätigkeit galt (Otto Tschirch). In seine Amtszeit fielen 1897 die Eröffnung der Pferdebahn, 1898 die Einführung einer Wasserentsorgung über eine Schwemmkanalisation mit Pumpenanlagen und Rieselfeldern, 1901 die Einweihung des Elektrizitätswerkes und des neuen Krankenhauses und 1904 die Eröffnung der Brandenburgischen Städtebahn. Die 500-Jahr-Feier der St.-Katharinen-Kirche, in der er getauft und konfirmiert worden war und deren Gemeindekirchenrat er angehörte, war ein besonderer Höhepunkt für ihn. Als Niederlage sah er das Scheitern der Verhandlungen zur Eingemeindung der Gemeinden auf der Dominsel während seiner Amtszeit an (erst 1928/29 erfolgt). 1905 wurde er pensioniert.
Daneben sah er es als eine Pflicht an, die geistige Kultur seiner Heimatstadt zu fördern. Er war Mitbegründer des Historischen Vereins Brandenburg (Havel), dessen Vorsitzender er von 1872 bis 1909 war, bevor zunehmende Schwerhörigkeit ihn zum Rückzug bewegte. Außerdem war er Mitglied in der Provinzialkommission für die Denkmalpflege in der Provinz Brandenburg.
Rudolf Hammer war auch über die Stadt hinaus politisch tätig. So war er von 1881 bis 1884 für die Liberale Vereinigung Mitglied des Deutschen Reichstages für den Wahlkreis 8 Brandenburg (Havel), Westhavelland, Provinz Brandenburg-Regierungsbezirk Potsdam. Nach der Fusion der Liberalen Vereinigung mit der Deutschen Fortschrittspartei wandte er sich 1884 der Nationalliberalen Partei zu, deren rechtem Flügel er angehörte. In seiner Funktion als Oberbürgermeister saß er von 1897 bis 1905 in der „OB-Fraktion“ des Preußischen Herrenhauses. Weiterhin war er Mitglied im Provinziallandtag und im Kommunallandtag der Provinz Brandenburg.

## Ehrungen
- 1901: Geheimer Regierungsrat (anlässlich des 50-jährigen Amtsjubiläums)
- 1905: Königlicher Kronen-Orden (Preußen) III. Klasse (beim Ausscheiden aus dem Dienst)
- 1905: Ehrenbürger der Stadt Brandenburg (Havel)
- 1909: Ehrenvorsitzender des Historischen Vereins Brandenburg e. V.
- 1911: Hammerstraße in Brandenburg